# 川蔡通話
川蔡通話（英語：Trump-Tsai call）是指2016年12月2日，中華民國總統蔡英文自臺灣致電美国总统当选人唐納·川普，祝賀其當選新任總統。通話歷時10多分鐘，雙方針對政治、经济、安全及亚洲印太區域情勢交換意見，川普並多次於網站及推特發表看法。這是史上首次美國候任總統與中華民國總統直接進行通話，在國際上引發熱議，華文傳媒亦見「川蔡夠辣」等討論。
中华人民共和国外交部表示，此行為不可能改变国际社会已经形成「一個中國」格局，也認為不会改变美國政府多年来奉行的一個中國政策。白宮亦重申「一中政策」，並表示此政策承諾沒有發生變化。中華民國總統府強調海峽兩岸關係與臺美關係之間並無衝突。時任美国总统歐巴馬表示此舉可能造成中美关系的全面破裂並引起衝突，建議川普在執行全面性的外交政策時應更有系統、更經思慮及更符合國際慣例。川普則在2016年12月11日接受專訪时表示，除非美国與中國大陸在包含貿易的議題達成協議，不然「為什麼要被一中政策綁死？」
2017年2月9日，川普在与中國國家主席习近平的通话中，表示会遵守美國的「一中政策」。4月27日蔡英文接受《路透社》专访，表明“不排除有机会跟川普总统本人能够再次通电话”，对此川普在次日对《路透》表示，美国与中国大陸正在合力遏阻北韩核武野心，他无意在此时为习近平“制造难题”（create problems）。

## 背景

### 三方關係

1979年，美國總統吉米·卡特宣布正式與中華民國斷交，轉而承認中華人民共和國後，在美國白宮與中國共產黨副主席、全國政協主席、國務院副總理鄧小平會面。

1972年，時任美国总统理查德·尼克松訪問中國，與中国共产党中央委员会主席毛泽东和中國國務院總理周恩来等人會面後，採取「一个中國政策」，美方「認知」到海峽兩岸同屬「一个中国」。1978年底，美國總統吉米·卡特宣布美国将于1979年1月1日與中華民國斷絕外交關係，同时与中华人民共和国建交。雖然美國總統罗纳德·里根在競選時曾表示要與中華民國恢復外交關係，但當他上臺後並無實際作為。因此自1979年起，两国元首从未公開見面或直接通話。候任美國總統也會避免與中華民國總統直接通話。
美國從雷根政府時期開始將《美中聯合三公報》與《臺灣關係法》視為維持美國与中華人民共和國及台湾關係的基礎架構。另一方面，中華人民共和國則將臺灣地區視為中國領土一部分，宣稱其為分裂省份，且多次重申尋求兩岸統一。中華人民共和國除了反對任何國家承認臺灣為獨立國家外，極力阻攔任何可能發展臺灣獨立運動的機會，並在联合国等國際組織展開外交打壓；同時也表示若臺灣地區宣布獨立時，將會動用武力展開統一行動。
然而，美國認為台灣不是主權國家，臺灣主權地位並未確定（Taiwan's status as unsettled），且持續與高度自治的臺灣維持非官方關係，在經貿政策與軍事合作上有著密切交流。《臺灣關係法》及對臺六項保證亦要求向臺灣提供維持防禦能力的武器，提出有關軍事防禦的承諾。自2009年開始，歐巴馬政府雖然強調「一中政策」，且希望海峽兩岸關係和平穩定發展；但亦批准多達140億美元的對臺軍售項目，引起中華人民共和國的抗議。但長期以來美國對於海峽兩岸關係政策的架構未有重大改變，仍基於國家利益，且以不同國家、區域乃至於全球進行考量，不僅限於雙邊或三邊的單純關係。
美國與中華民國斷交後，美国国会隨即壓倒性通過《臺灣關係法》，兩黨均有議員呼籲美國應儘速改變不正常的關係、卸任官員、媒體、學者、人民（未達連署標準），採行符合現狀的「一中一臺」政策，基於現實與道德考量，重新承認自由民主體制的穩定盟友與貿易夥伴臺灣為主權獨立的國家，建立或恢復正式外交關係，重建「共同防禦條約」，積極支持臺灣以國家身份完整參與联合国等國際組織，以維護美國與臺灣雙方之利益。

### 蔡英文政府

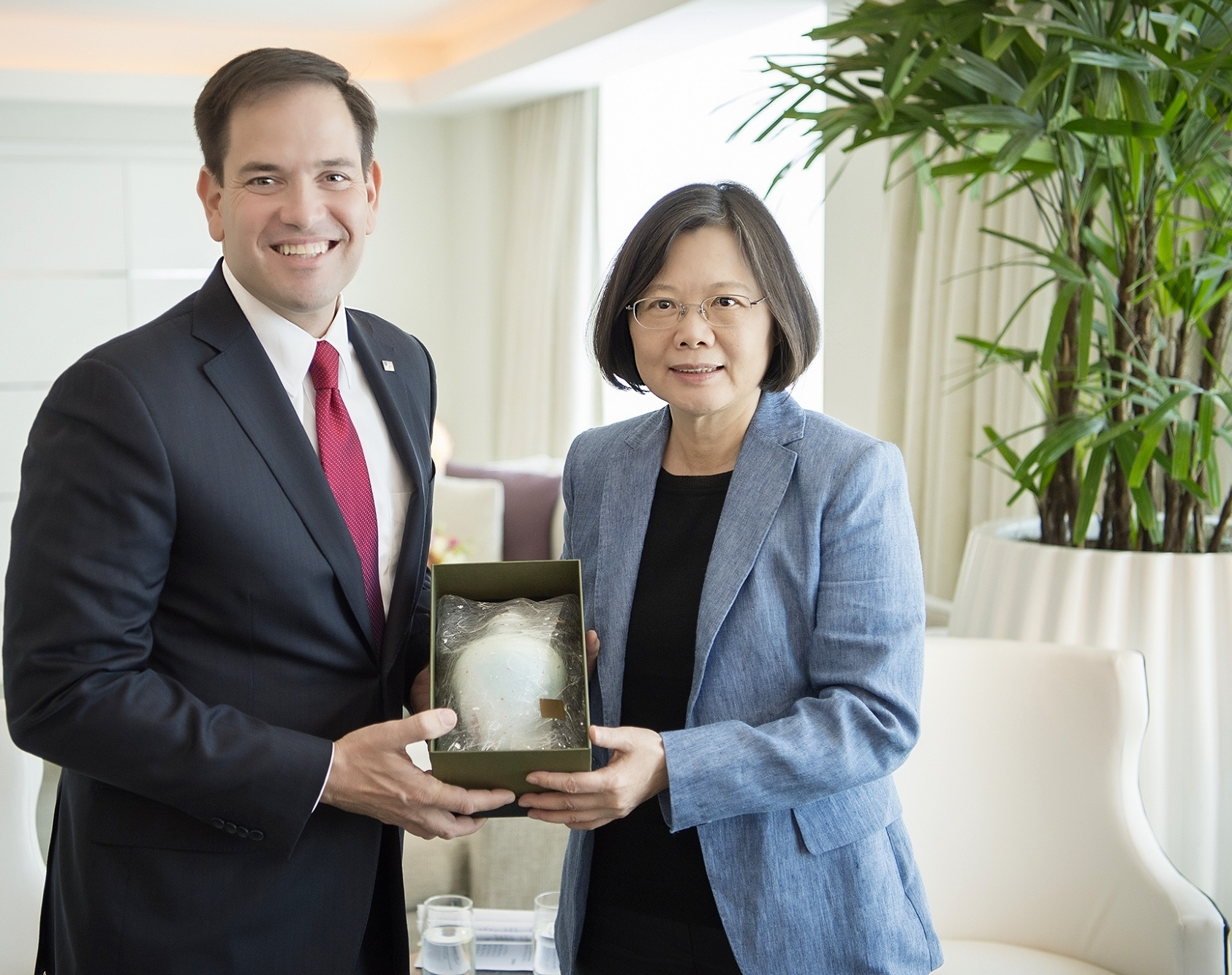
2016年6月總統蔡英文過境美國邁阿密時會見佛羅里達州聯邦參議員馬可·魯比歐。

早在蔡英文競選2016年中華民國總統選舉期間便曾前往美國訪問，並與共和黨議員會面。2015年10月，共和黨全國委員會主席賴因斯·蒲博思訪問臺灣，代表共和黨與民主進步黨主席蔡英文見面，雙方就2016年總統選舉、臺灣與美國關係、青年就業等議題交換意見。隔年10月，美國傳統基金會創辦人艾德溫·佛訥 、候任美國運輸部部長趙小蘭等人訪問臺灣，並至總統府拜會蔡英文。
蔡英文在2016年1月當選中華民國總統，並在同年5月就職，其中唐納·川普也曾發出道賀文。由於蔡英文領導的民主進步黨傾向支持台灣獨立的政策，使得中華民國與中華人民共和國之間的關係偏向緊張。蔡英文政府上任半年後便經歷數次外交事件，中國國民黨立委認為表現不佳。但因與川普陣營維持良好聯繫，而能掌握其政策發展。同時在中華民國與中華人民共和國雙方都注意避免犯錯下，使得海峽兩岸關係並未有重大變動。其中，中國社會科學院台灣研究所所長周志懷曾表示只要符合「一個中國」原則，便能不談論九二共識，有人稱這是中華人民共和國向民進黨釋出善意。
蔡英文就任中華民國總統後更重視臺美關係，由於過去中華民國總統與美國總統之間缺乏直接連繫的管道，必須經由美國在台協會、美國國務院和美國國家安全會議官員傳話，在關鍵時刻可能出現溝通不良的情況，其中包括陳水扁政府時期與小布希政府的摩擦，使得中華民國政府希望不同於平常經由駐美國臺北經濟文化代表處和美國在台協會的交流方式，盼透過打通電話建立中華民國總統與美國總統間的直接溝通管道，藉此有效降低雙方的誤解和誤判。

### 川普當選

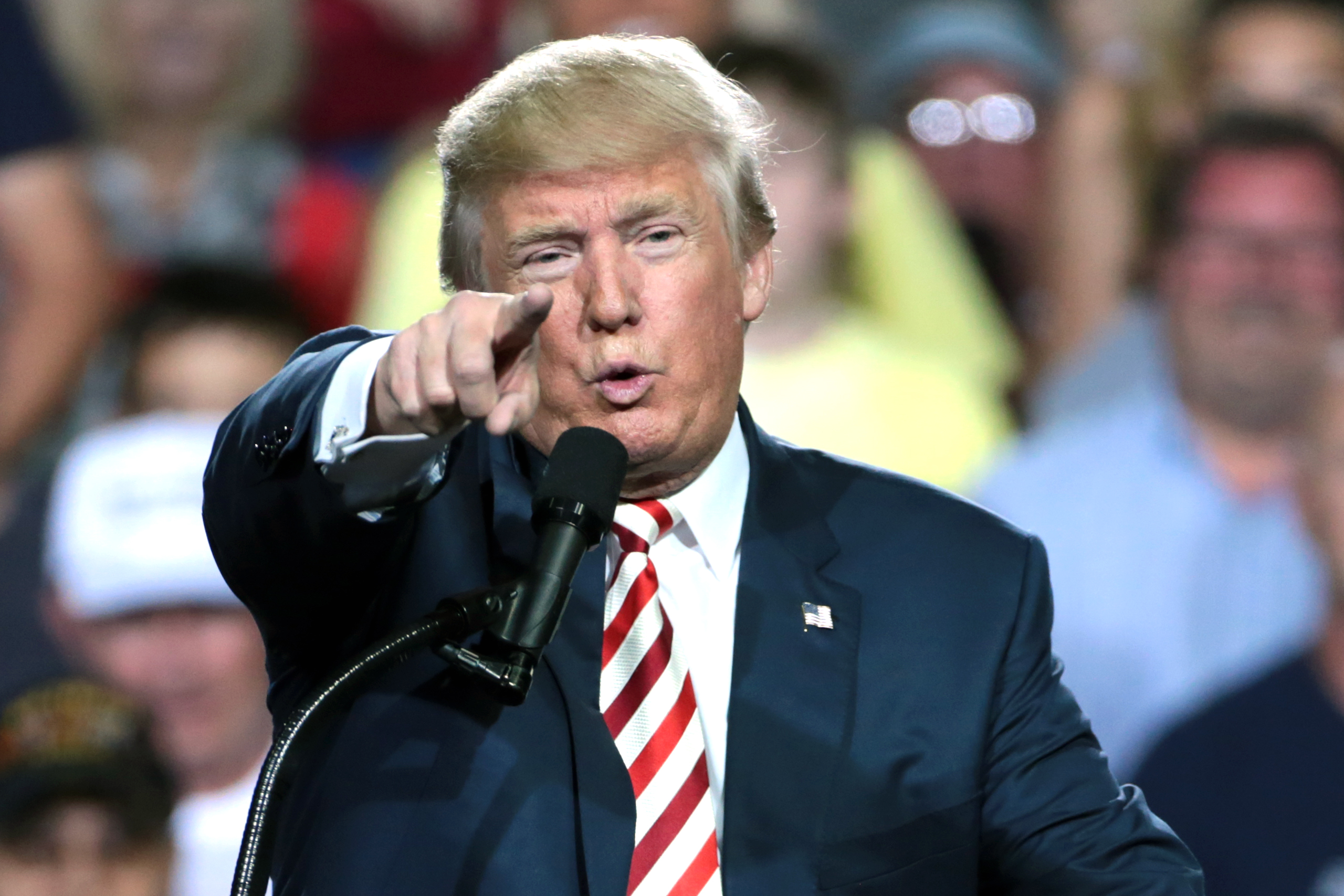
唐納·川普在各界多數未看好的情況下於2016年大選當選第45任美國總統。

2016年11月8日，唐納·川普和麥克·彭斯在2016年美國總統選舉中，當選為新任美國總統和副總統。即將就職的美國總統當選人川普與其他國家元首的對話，但也數度引起爭議。其中包括和日本首相安倍晉三會面，也和中共中央總書記兼中國大陸國家主席習近平、韓國總統朴槿惠等亞洲國家領導人通過電話。其中他邀請存在爭議的菲律賓總統羅德里戈·杜特蒂在2017年訪問白宮，並在與習近平通话時形容雙方将共同建立最強大的關係。不過川普在競選期間曾多次嚴厲批評中華人民共和國的經貿政策，並威脅往後將提高中華人民共和國進口商品的關稅。
相對地，川普過去較少提及對於臺灣的政策，僅在選舉造勢時批評臺灣搶走美國民眾的工作機會，也曾批評美國不賣F-16 C/D戰鬥機給臺灣。而在當選美國總統後，川普公開表示將退出《跨太平洋戰略經濟夥伴關係協議》、要求同盟國家承擔更多軍費支出，這讓臺灣等許多亞洲盟友對於川普政府往後的亞洲政策充滿不確定感。不過川普幕僚隨後向他簡報臺灣和海峽兩岸關係議題，而所屬的共和黨也首次將自對於臺灣的「六項保證」列入共和黨黨綱，幕僚團隊亦有對臺灣友善、反對中華人民共和國的成員。
當中擔任經濟幕僚的爾灣加利福尼亞大學商學院教授彼得·納瓦羅，便曾批評美國不應放任中華人民共和國打壓臺灣。前美國常駐聯合國代表約翰·博爾頓也曾在2016年1月在《華爾街日報》撰文，主張美國應該藉由臺灣問題遏制中華人民共和國，做法包括邀請中華民國總統訪問美國、最終恢復全面外交認可等。

## 經過

### 事前溝通

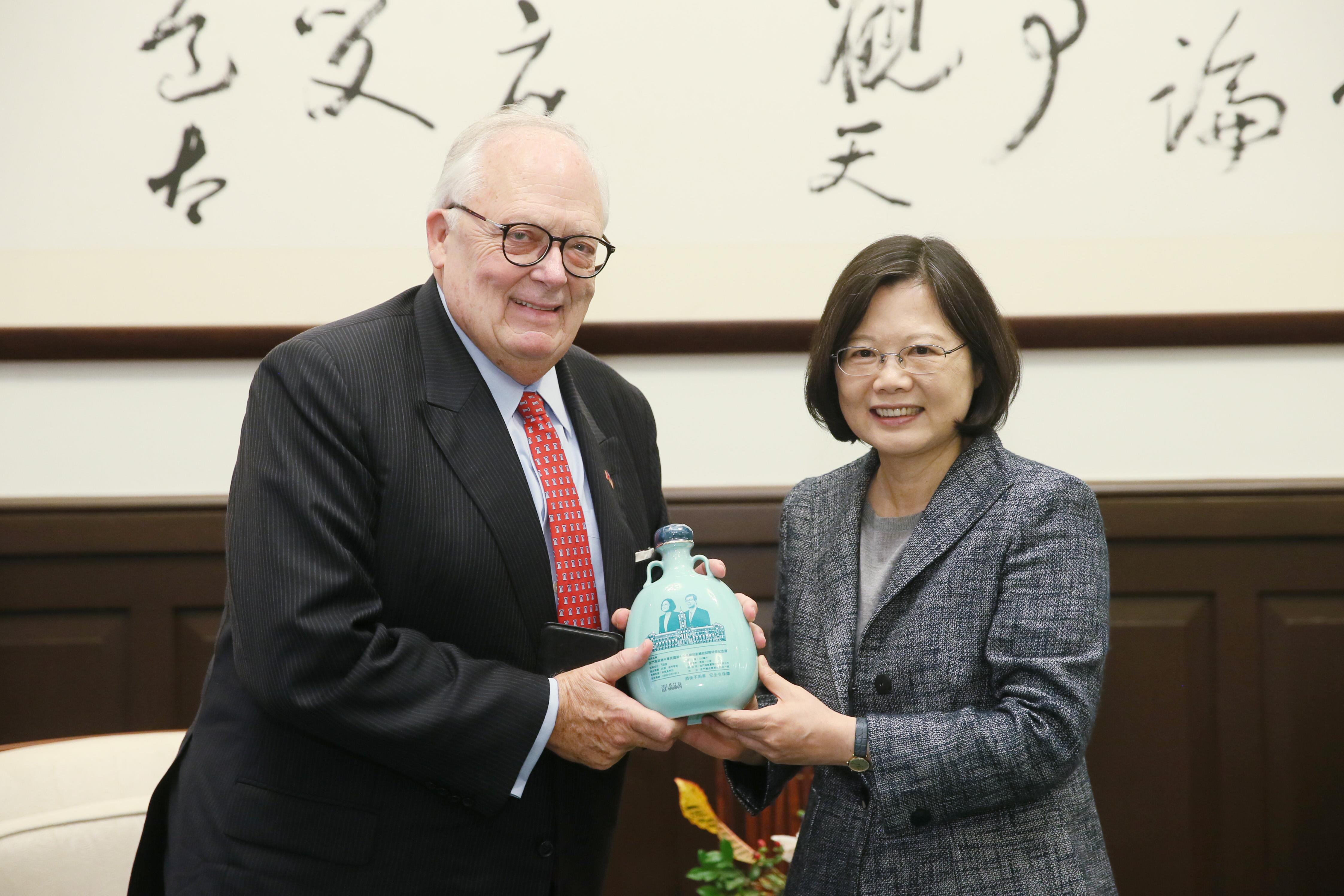
美國傳統基金會創辦人艾德溫·佛訥（左）被認為參與促成這次通話。

2016年美國總統選舉結束後，蔡英文政府透過與臺灣友好、屬於川普競選陣營的佛訥居中協助，經駐美國臺北經濟文化代表處接觸，在蔡英文政府與川普陣營高層間建立溝通管道。其中第一目標便設定希望安排蔡英文能和川普通話，儘管雙方溝通過程獲得川普陣營的正面回應，提出通話要求的中華民國總統府方面仍對此極為謹慎且高度保密。
由於川普尚未聽取美國國務院提交的簡報、也未選出新任美國國務卿，使外界推測他和蔡英文的溝通可能越過美國在台協會，直接雙邊接觸。而當蔡英文因為在同年2月贈送「三隻小豬」簽名畫給民主黨候選人希拉蕊·柯林頓，而面臨國內政壇批評並質疑接觸能力時，中華民國總統府考量正透過管道安排與川普通話，因而未能立即澄清。前中華民國外交部部長程建人則認為假設曾經擔任公職的希拉蕊當選，因為其知道事情處理方式而將不會直接通話，作法也不會有太大改變。
另外CNN曾經報導通話是由與臺灣關係非常友好的美國傳統基金會研究員葉望輝居中促成 ，不過《華盛頓觀察家報》致電向葉望輝求證時，後者予以否認。而葉望輝在以電子郵件答覆政治新聞網站Politico提問時，表示美國總統或美國總統當選人本來就應該接聽這類電話。

### 雙方通話

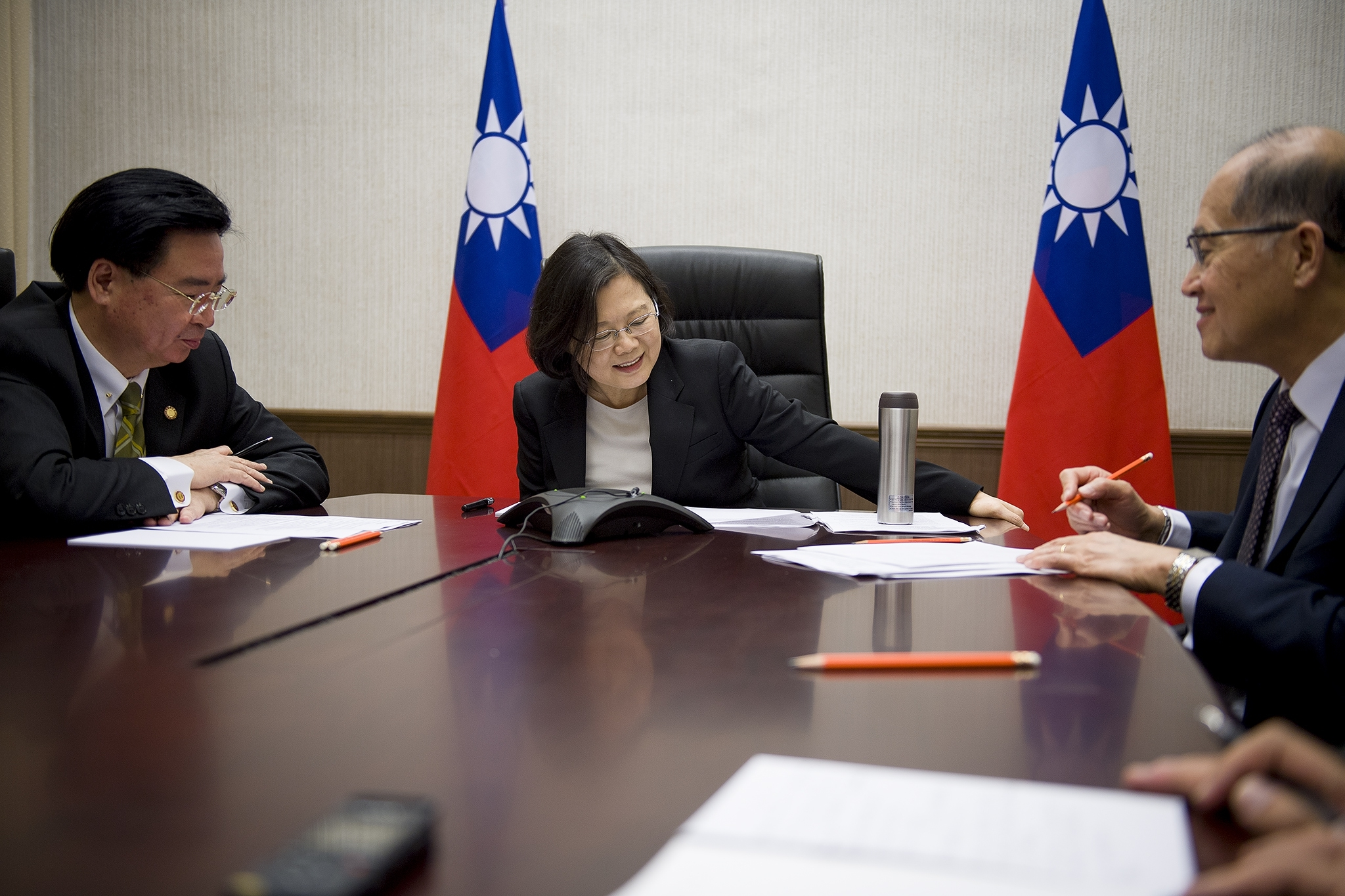
中華民國總統蔡英文在國家安全會議秘書長吳釗燮（左）、外交部部長李大維（右）等人陪同下與美國總統當選人川普通話。

截至2016年12月1日，川普的外交研判團隊尚未成形，美國國務院在川蔡通話前未提供给川普相關簡報，傳達美國的外交政策。在和蔡英文通話前，川普便已經安排與阿富汗總統阿什拉夫·甘尼、菲律賓總統羅德里戈·杜特蒂及新加坡總理李顯龍等3位國家元首通話。川普表示自己是在與蔡英文通電之前一、兩個小時前才得知此事，台灣方面則說有關本次電話談話相關的洽繫過程及其他細節，一切都依據台美交往的慣例來辦理。在經過交涉而確定時程後，同意由臺灣方面致電，對方接通後再交由川普對話，就臺美關係、及亞洲局勢交換意見，通話約10分鐘。其中蔡英文藉由表達祝賀之意，並重申臺灣是美國堅定的盟友，期待雙方在政治、經濟和安全層面進一步合作；川普則是向蔡英文重申美國對臺灣的關係，並期待美國新政府與臺灣密切合作。
2016年12月2日，《自由電子報》披露透過美方人士得知即將通話的消息，中華民國總統府發言人黃重諺表示沒有相關消息，避免深夜通話出現意外。而在同日，前美國國務卿亨利·季辛吉在與川普會面後前往中華人民共和國，不過此舉之後遭疑為「協助消息傳遞」。到了晚上11時6分（北美東部時區12月2日上午10時6分），新任美國總統當選人唐納·川普和中華民國總統蔡英文直接越洋通話，談話過程長達約10分鐘，約在晚上11時18分結束。
通話過程中，蔡英文由國家安全會議秘書長吳釗燮、外交部部長李大維、代理總統府秘書長劉建忻和總統府發言人黃重諺等人陪同，國家安全局等成員也在旁待命。蔡英文先是親切且輕鬆地與川普相互問候，並代表中華民國政府和民眾，對於川普及其團隊能在競爭激烈的選舉中成功當選新任美國總統，表達相當敬佩與祝賀；同時她也祝福並深信後者在就任後，必定能有傑出的施政表現，川普也對蔡英文在2016年年初勝選表示祝賀。
蔡英文接著提及臺灣往後的施政重點和理念，將是促進經濟發展和強化國防，讓民眾享有更好的生活與安全保障。雙方在電話中還簡短討論臺灣和美國間的經濟、政治與安全關係等議題，希望加強雙方更緊密的合作關係。而針對往後臺灣與美國關係及亞洲區域情勢交換意見，蔡英文表示期盼能夠強化雙邊互動與聯繫，同時也希望美國能持續支持臺灣參與和貢獻國際議題的機會。

## 後續

### 公開宣布

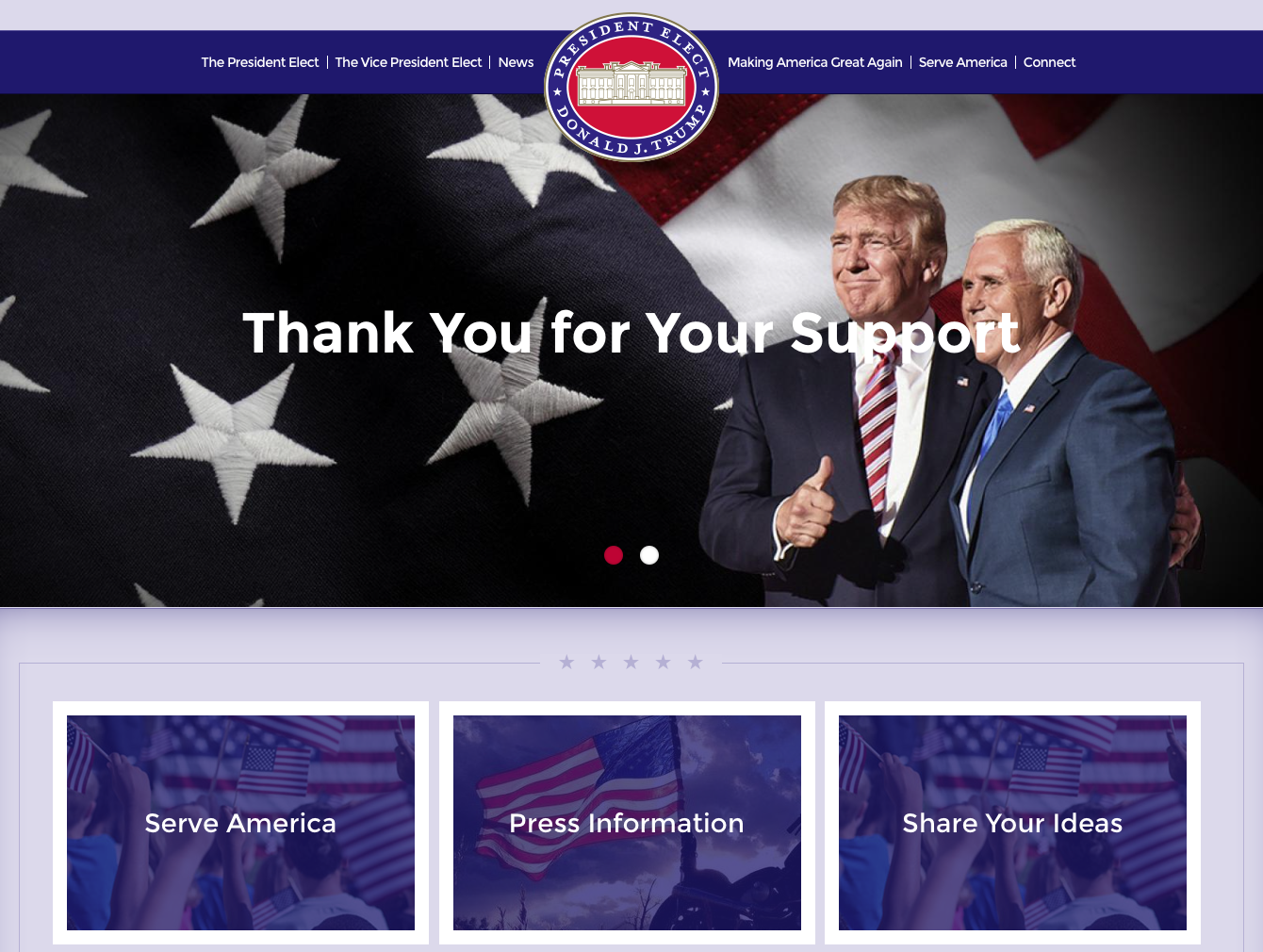
川普和蔡英文通話的消息曾短暫出現在川普政權交接團隊官方網站「greatagain.gov」。

北美東部時區12月2日下午7時44分，川普Twitter上表示：「臺灣總統今天打電話給我，祝賀我贏得總統選舉。謝謝！」（The President of Taiwan CALLED ME today to wish me congratulations on winning the Presidency. Thank you!），隨即引起新聞媒體不斷轉載。在川普交接團隊證實消息後，中華民國總統府也立即公布兩人談話內容。
面对质疑与批评，川普再度在Twitter發表貼文為自己辯護，以反諷語氣提到：「很有意思，美國出售台灣數十億美元軍備，但我卻不應該接一通祝賀電話。」（Interesting how the U.S. sells Taiwan billions of dollars of military equipment but I should not accept a congratulatory call.）數個小時後，川普在Facebook重申相同內容。
川普政權交接團隊亦發布新聞稿，公布與蔡英文等4名國家元首雙方通話內容等相關資訊，並以「臺灣總統」（The President of Taiwan）稱呼蔡英文；但隨著首次直接電話溝通、及美國方面願意公布通話內容，因而引起國際關注後，新聞稿中提及蔡英文的部分則是遭到刪除，僅剩下川普與其他國家元首的通話內容，不過並未確定競選團隊是否受到中華人民共和國的壓力而撤除新聞。
面对外界質疑，川普仍然認為應當接通賀電。川普幕僚凱莉安·康威为其辯護，強調美國政策沒有改變，該通電話無法代表政策制定或說明。

### 跟進證實

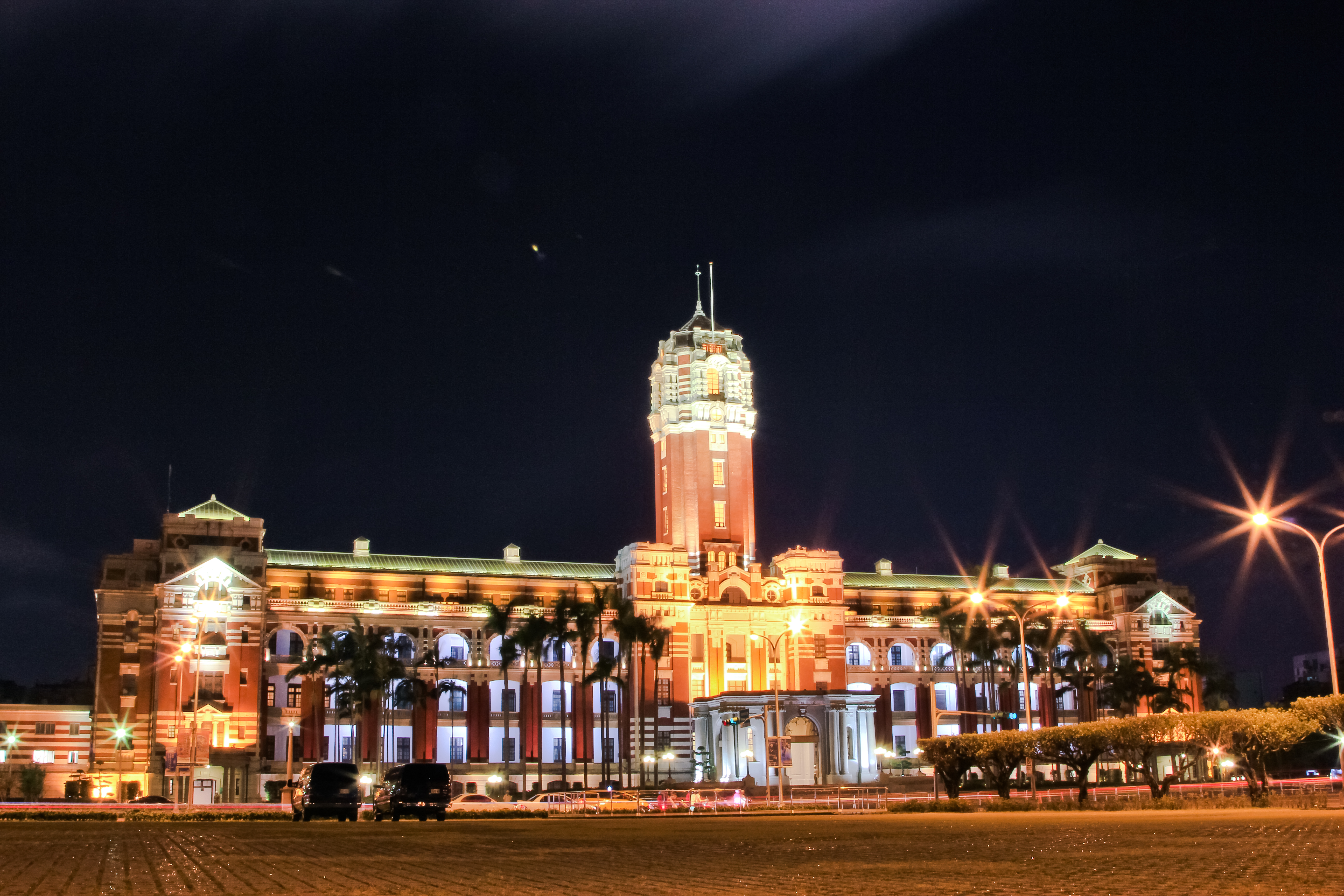
中華民國總統府隨後也證實通話消息。

中華民國總統府幕僚在蔡英文與川普順利通話後，一開始保持低調態度，而未預料到川普直接在Twitter公開承認與蔡英文通話。12月2日上午8時30分，中華民國總統府才證實通話消息，並公布兩人10多分鐘的談話內容。不過在當天下午，蔡英文前往臺中市出席中部科學工業園區公共藝術裝置剪綵儀式等公開活動時，對於新聞媒體詢問而未說明此事。
相對地，中華民國總統府發言人黃重諺在12月3日召開記者會，表示雙方通話主要是基於臺灣與美國關係的期盼，沒有必要以窄化方式看待，並期盼能用正面看待；他並提到當臺灣對外處境相當辛苦時，特別需要眾人一致對外。對於中華人民共和國的反應，他強調良好的海峽兩岸關係與對美國關係，對於臺灣一樣重要；他並表示兩者能夠同時發展，不會出現衝突或互相違背，對於區域的和平穩定也有重要幫助，都是中華民國政府努力經營的目標。
行政院大陸委員會則強調中華民國是主權國家，與美國存在長期友好關係，蔡英文祝賀川普且維繫往後友好合作屬於正常舉動，中華人民共和國應該平常心看待。同時中華民國政府重視與美國的關係和海峽兩岸關係，致力維護台灣海峽區域的和平穩定發展，這也符合各方利益和國際社會的共同期待。同時感謝美國長期支持臺灣推動務實政策。往後仍將堅持既定立場，確保國家最大利益與民眾福祉；同時也呼籲中華人民共和國面對亞太地區的新形勢，應該共同致力於展開良性的海峽兩岸關係，創造有利於區域各方和平繁榮和安定發展的新局面。
12月4日，美國副總統當選人麥克·彭斯接受喬治·斯蒂芬諾伯羅斯採訪时，面对川普為何打破多年傳統並直接通話的质问，表示川普是接到臺灣總統禮貌致電，並接受對方祝賀。而儘管史蒂芬諾伯羅斯依照美國慣例使用「臺灣領袖」（leader of Taiwan），不過彭斯仍自然提到「臺灣民選總統」（democratic elected president of Taiwan）。之後接受《與媒體見面》專訪時，彭斯对于川普的通話是否有意打破美國長期的「一個中國」政策的疑问，再度強調僅是民主選舉選出的臺灣總統蔡英文打電話向川普致賀，後者表達感謝之意，雙方僅是禮貌性電話談話，該通電話並不表示美國對於臺灣、或是「一個中國」政策將有任何轉變。
彭斯在專訪節目上三度使用「臺灣民選總統」稱呼蔡英文。同時他對於中華人民共和國的抗議不以為意。他認為川普無意挑戰美國外交政策體制派、中美關係外交建制派人士的做法，但也不預期川普或其顧問會針對這次事件而聯繫中華人民共和國政府，也不認為川普可能致電給習近平以緩和關係。他提到，巴拉克·歐巴馬能與古巴的殺人獨裁者交流、並被認為是英雄，不理解为什么川普與民主選出的臺灣總統通話，卻成為新聞媒體的重大議題，他相信大部分美國民眾與國家元首都能理解該次通話的意涵。

### 後續互動

#### 2016年
12月6日，川普交接團隊的顧問葉望輝訪問臺灣，計畫直到12月11日再轉往日本訪問。當中行程還安排拜會總統蔡英文、國家安全會議秘書長吳釗燮和外交部部長李大維等人，雙方就未來臺灣與美國關係展開進一步交流，中華民國政府也希望透過葉望輝深入理解川普的海峽兩岸關係與亞太地區政策。
蔡英文政府團隊在與川普團隊有效互動後，擬安排在2017年訪問中南美洲友邦尼加拉瓜，可能出席尼加拉瓜總統丹尼爾·奧蒂嘉連任就職典禮外，將爭取在過境美國期間與下屆政府人士互動的機會，以促進臺灣與美國關係。民主進步黨籍立法委員、身兼黨內國際部主任的羅致政認為，這是在管道暢通情況下可以進行的安排。對於雙方通話，他表示必定進行過適度評估準備，若政府只是自我設限而認定並不可能，將不會有這項結果。他並認為目前川普的態度和動作對於臺灣有著相當大的善意，這是好的開始，往後值得觀察其亞洲政策。他認為臺灣應該評估往後與美國之間的合作議題，儘可能思考各種發展方向。儘管可能影響海峽兩岸關係，但他認為中華人民共和國不須過度反應。
12月11日，川普接受周日福斯新聞節目主持人華萊士專訪時表示，自己是在與蔡英文通電之前一、兩個小時前才得知此事。面對引發各方質疑美國是否改變「一個中國」政策，川普說：「我完全理解『一個中國』政策；但我不懂的是，除非我們和中國達成一些協議──包括貿易──，否則為什麼要被這個政策綁死？」並指出中國大陸在人民幣政策、南海擴軍、北韓問題保持不合作的態度。對於中國大陸方面的反應，川普回應：「我不希望中國對我發號施令，這通電話是打給我的（I don't want China dictating to me and this was a call put into me.）。我沒有去打這通電話。並且這是一通電話，非常短的電話，說：祝賀你大選獲勝，先生（Congratulations, sir, on the victory.）。一次很棒的通話，很短。為什麼其他國家可以叫我不要接電話？老實說，如果我不接這通電話，就會非常失禮。」
12月12日，中華人民共和國外交部發言人耿爽回應已經嚴正關切，並強調「一個中國」政策是中美關係基礎，要求候任美國政府必須理解台灣議題的敏感性。同日中華民國總統府發言人黃重諺表示，不會評論美國總統當選人川普的談話，但國家終極利益是自由民主的確保、國際關係有更多更好的參與，只要有助於這兩層面，臺灣都會是樂見的。
12月31日，川普傍晚在佛州海湖庄园參加除夕慶祝活動前，和記者有簡短對答。有記者問，如果台灣的總統要過境，你會和她會面嗎？川普先反問記者，「過境這裡？」記者隨後補充，「是美國」。川普再追問想釐清，是美國還是海湖庄园所在地的棕櫚灘？他隨後接著說，「沒有人向我提起這件事，我在1月20日（就職）前、將不會和任何人會面，因為就外交禮儀（Protocol）的觀點來說，這有點不恰當，但我們再看看、再看看吧（But we'll see..We'll see）。」

#### 2017年
1月8日，蔡英文總統出訪中美洲四友邦，過境美國休士頓，對此休士頓川普團隊發言人迪托（Jessica Ditto）在電郵中表示，蔡英文過境期間，不論是川普本人或政權交接團隊成員，都不會與蔡英文會晤。然而蔡英文在抵達休士頓的當天中午會見了聯邦參、眾議員，和休士頓市長席維斯特·透納會晤，並與川普新政府的外交國防團隊共進午餐及會談。
1月14日，蔡英文在過境美國舊金山之際，與美國準總統川普陣營有所聯繫，據了解蔡英文與將擔任白宮幕僚長的蒲博思通電話，不過總統府沒有證實，僅說明總統與「幾位美國友人」以電話交談，基於跟美方的默契與對美國友人的尊重，不多做說明。同日川普在華爾街日報訪問中表示，一切都還在協商，包括「一個中國」（Everything is under negotiation including One China），他在看到北京當局在人民幣及貿易等方面做出改善之前，不會恪守「一個中國」政策（wouldn't commit to the "one China" policy）。中華人民共和國外交部發言人陸慷回應，一個中國原則是中美關係的政治基礎，是不可談判的，敦促美國有關方面認清臺灣問題的高度敏感性，恪守美國兩黨歷屆政府作出的承諾，即奉行一個中國政策、遵守中美三個聯合公報原則，妥善處理臺灣問題，以免影響中美關係健康穩定發展和兩國重要領域的合作。
1月15日，蒲博思接受美國廣播公司節目《本週》訪問指出，川普團隊「沒有計劃改變一中政策」，他也說：「但是如果中國不上談判桌，與美方就貿易、南海及該區域事務進行合作，一中政策當然尚待討論。」
2月10日，白宮新聞稿指出，美國總統川普與中國大陸領導人習近平在9日傍晚進行了一段長時間的電話對談，討論了許多議題，「應習近平要求，川普同意遵循我們（美國）的『一中』政策」（President Trump agreed, at the request of President Xi, to honor our “one China” policy），白宮聲明中還特別將「一中」加註引號。
3月13日，美國國務院代理亞太助卿董雲裳表示，美國的一個中國政策是基於美中三公報及台灣關係法，1979年完成立法程序的台灣關係法，提供美國人民與台灣人民之間一個活躍、強勁且承諾性的非官方關係，美國的一中政策可以回溯到季辛吉時代，在川習電話中再次得到確認。
4月6、7日，美國總統川普與中國大陸領導人習近平在美國佛羅里達州進行首次會晤，雙方談及北韓、貿易、南海等議題，但記者會內容與白宮聲明皆未提及台灣與「一中政策」。
4月27日，中華民國總統蔡英文接受路透社專訪，被問到會與川普進一步對話時表示，她當然期待在重要的時刻、在關鍵的事情上面，能有機會跟美國政府有更直接的溝通，也不排除有機會跟川普總統本人能夠通電話，但是這可能要看整個情勢的需求跟美國政府在處理這個區域的事務上面的考量。另提到台灣對於戰略上有意義的軍購項目都不會排除，「F-35在戰略上確實是一個有意義的項目」。
4月28日，美國總統川普在白宮接受路透社訪問時，提及他不想在北京展現幫忙遏止北韓之際，為中國大陸領導人習近平添麻煩。川普被問到台灣有意買F-35時說：「喔，我還沒接到通知，我得想想這件事，我也得跟我們的人談。他們（台灣政府）確實從我們這裡買了很多裝備。」同日美國國務院東亞局發言人崔‧葛瑞絲表示，川普政府決心全面執行《台灣關係法》中的條文，也就是美國提供台灣防衛所需的物資與服務，讓台灣維持足夠的自我防禦能力。
5月23日，蔡英文總統會見共和黨全國委員會共同主席裴杜奇（Bob Paduchik），重申台灣會持續扮演美國在區域安全可信賴的夥伴，為區域的繁榮與和平而努力，也請裴杜奇主席代她向川普總統、以及曾經多次訪台的白宮幕僚長蒲博思致意。
6月15日，美國國務卿提勒森表示，美、中對「一中政策」有不同解釋，美方亦信守《台灣關係法》履行所有對台承諾。
6月30日，美國國務院發言人希瑟·诺尔特在新聞簡報會上證實，國防合作安全局已通知國會將軍售台灣包括多種飛彈等7項軍備。

#### 2018年
3月16日，美國總統川普簽署參、眾兩院通過的《台灣旅行法》。

## 反應

### 美國方面

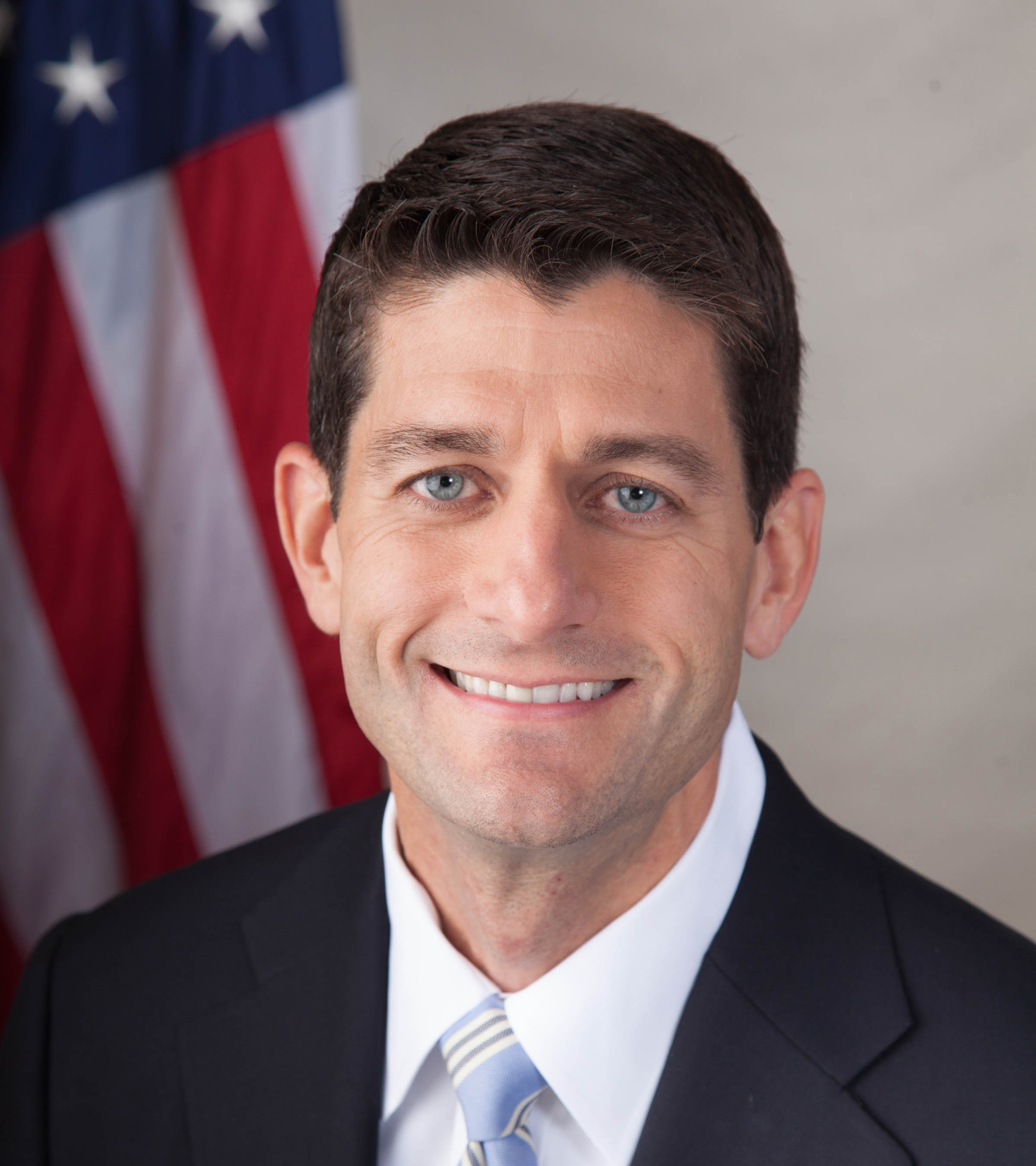
美國眾議院議長保羅·萊恩數月前也曾與蔡英文總統通過電話。

對於川普在和蔡英文通話前未事先向由美國總統巴拉克·歐巴馬執掌的白宮告知相關訊息、且中華人民共和國政府在第一時間與美國聯絡後，國家安全會議發言人內德·普萊斯（Ned Price）重申川普的通話並不意味著美國長期的「一個中國」政策有所改變。其中對於海峽兩岸關係，美國仍然堅定遵守中美三個聯合公報與《臺灣關係法》，承認中華人民共和國政府是「一個中國」的唯一政權，但未說明是否收到中華人民共和國的抗議。
美國總統歐巴馬表示，長久以來，美國、台灣與中國大陸都有某種程度的默契，中國大陸視台灣為其領土一部份，但也承認其為一個實體。台灣也同意只要能維持某些程度的自主，就不會宣布獨立。雖然這種關係無法讓所有人滿足，但也讓台海維持和平，造就台灣經濟的成功，並保持高度的自治。這不代表須堅持這個做法，但代表需先思考這個事情的後果。
白宮發言人喬什·歐內斯特表示，美國歷任政府包括歐巴馬政府，都遵守「一中政策」，美國政府不把台灣及美台關係視為籌碼，台灣也不是槓桿的一環，台灣是美國關係密切的夥伴，若把台灣當籌碼，難以符合美國及台灣的利益。同時提到美國和中國大陸並非所有事情都有共識，但包括氣候變遷協議、伊朗及北韓核問題，沒有中國大陸的參與合作，美國無法就上述議題取得進展，若在一中政策上升高緊張，這些問題將很難達成解決。
共和黨全國委員會主席、準白宮幕僚長賴因斯·蒲博思上《周日福斯新聞》節目，回答主持人華萊士提問時表示：「我們的意思並非馬上重新檢討一中政策，川普現在還不是總統，他尊重現任總統。」
參議員泰德·克魯茲在推特表示：「與其跟古巴的勞爾·卡斯楚或伊朗的哈桑·鲁哈尼等人通話，我認可川普去跟蔡總統通話。這是一項改進。」參議員湯姆·卡頓也讚許此舉是再度肯定美國對華人唯一民主國家的承諾。參院外交委員會委員克里斯·墨菲則在推特寫到：「過去48小時發生的事，不是什麼改弦易轍，而是毫無計畫的外交政策轉向。（在過去）戰爭就是這樣開始的。」
眾議院議長保羅·萊恩表示川普接賀電都相當謹慎，不接臺灣總統的電話就是怠慢了。萊恩還表示臺灣總統蔡英文數月前過境邁阿密時，他本人也曾與她通過電話。眾院外交委員會主席埃德·羅伊斯表示，他認為這通電話非常恰當，外委會將與新總統以兩黨都支持的方式共同合作深化美臺關係。外委會民主黨首席議員艾略特·恩格爾說美國是自由世界的領導者，維護民主價值，美國應該要支持台灣，臺灣人民有權決定自己的命運，「臺灣人民完全有權期待美國去保護他們，我認為我們不應該不管臺灣人民。我並不擔心川普的做法。」、「我認為臺灣人民有權選擇自己的未來，我支持他們這一權利。」外委會亞太小組主席邵建隆讚許川普向全球展現支持民主的價值。眾院共和黨政策委員會主席盧克·梅瑟認為，台灣是美國的重要友人，有些人稱讚歐巴馬總統和古巴殘酷的共產政權接觸，現在卻批評川普認可台灣，實在很諷刺。眾議員達納·羅拉巴克盛讚川普能突破數十年來的外交慣例與台灣領袖通電話「是很好的事」，他表示這通電話傳達了很了不起的訊息，就是北京「若採取有敵意和挑釁的行動，將得承擔後果。」川普與蔡英文通電話是告訴北京獨裁者，他不是一個容易對付的人。眾議員彼得·T·金在推特形容這是一次「歷史性」通話，給中華人民共和國發出強力訊息，也是亞洲新時刻的來臨。

### 中華民國方面

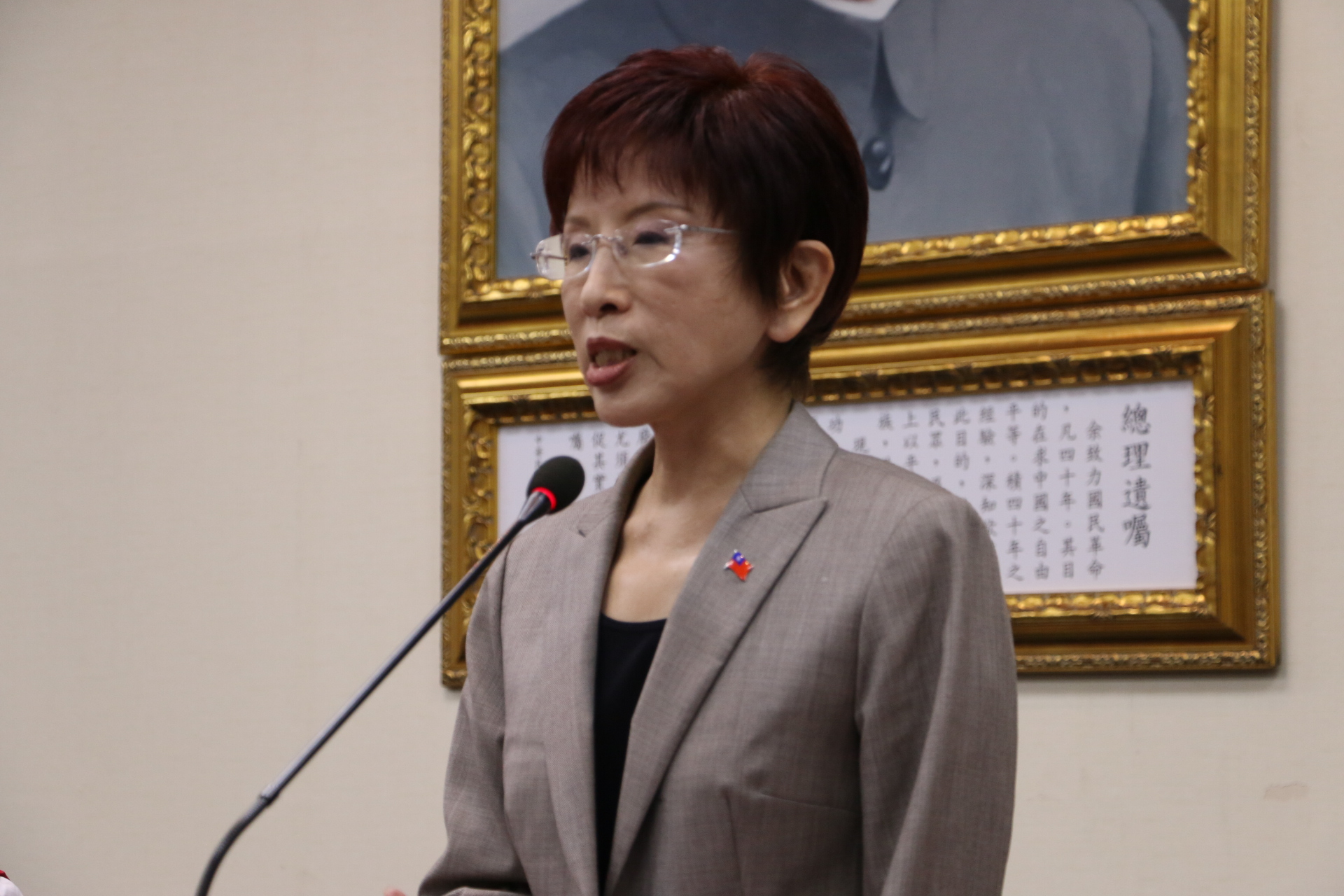
中國國民黨主席洪秀柱表示對於中華民國和美國良好溝通和交流正面看待。

中華民國前總統李登輝肯定民進黨政府有努力經營外交，但也提醒蔡總統應以臺灣之名開拓更大的外交空間，讓國際社會知道「臺灣是臺灣、中國是中國」，兩邊是不一樣的國家。他呼籲執政黨應推動憲政改革，制訂符合臺灣未來需要的憲法，強化民主制度，讓國家正常化。中華民國前副總統呂秀蓮則肯定在川普的領導下，新的美臺關係和世界局勢都會慢慢展開，「蔡總統打電話後，就不用再維持現狀，因為世界正在變，我們也要加緊變，求變和求新及求好」。
中國國民黨主席洪秀柱表示儘管不了解實際情形，但蔡英文政府應該公開說明電話內容；不過她也正面看待美國對於臺灣的支持，及雙方政府間有著良好溝通和交流。中國國民黨副主席郝龍斌則表示最重要仍然是讓民眾生活更好，但這次事件能夠見到民主進步黨政府罔顧民眾意見、健康與生活。中國國民黨中央委員會文化傳播委員會表示感謝美國對於中華民國的支持，同時呼籲蔡英文政府重視區域政治現實、及國際外交和海峽兩岸關係平衡
時代力量黨主席黃國昌在會見葉望輝時表示「對外，我們應該團結一致，支持政府深化臺美關係」。時力立委徐永明認為川普「感謝臺灣總統」的相關訊息瞬間讓臺灣的國際聲量大幅增加，蔡政府的兩岸政策不應也不可能再主張維持現狀。他建議蔡總統在對外政策要有新戰略，「蔡總統應該學學川普團隊，權力是用來改變現狀」。
臺北市市長柯文哲表示依照自己在美國的過往經驗，現在川普還沒正式就任美國總統，會在Twitter這樣寫是他的內心話，不過美國是個成熟國家、政策具有一貫性，川普正式就任美國總統後由美國國務院正式發表文章，屆時川普可能就會被國家機制限制。

### 中華人民共和國方面

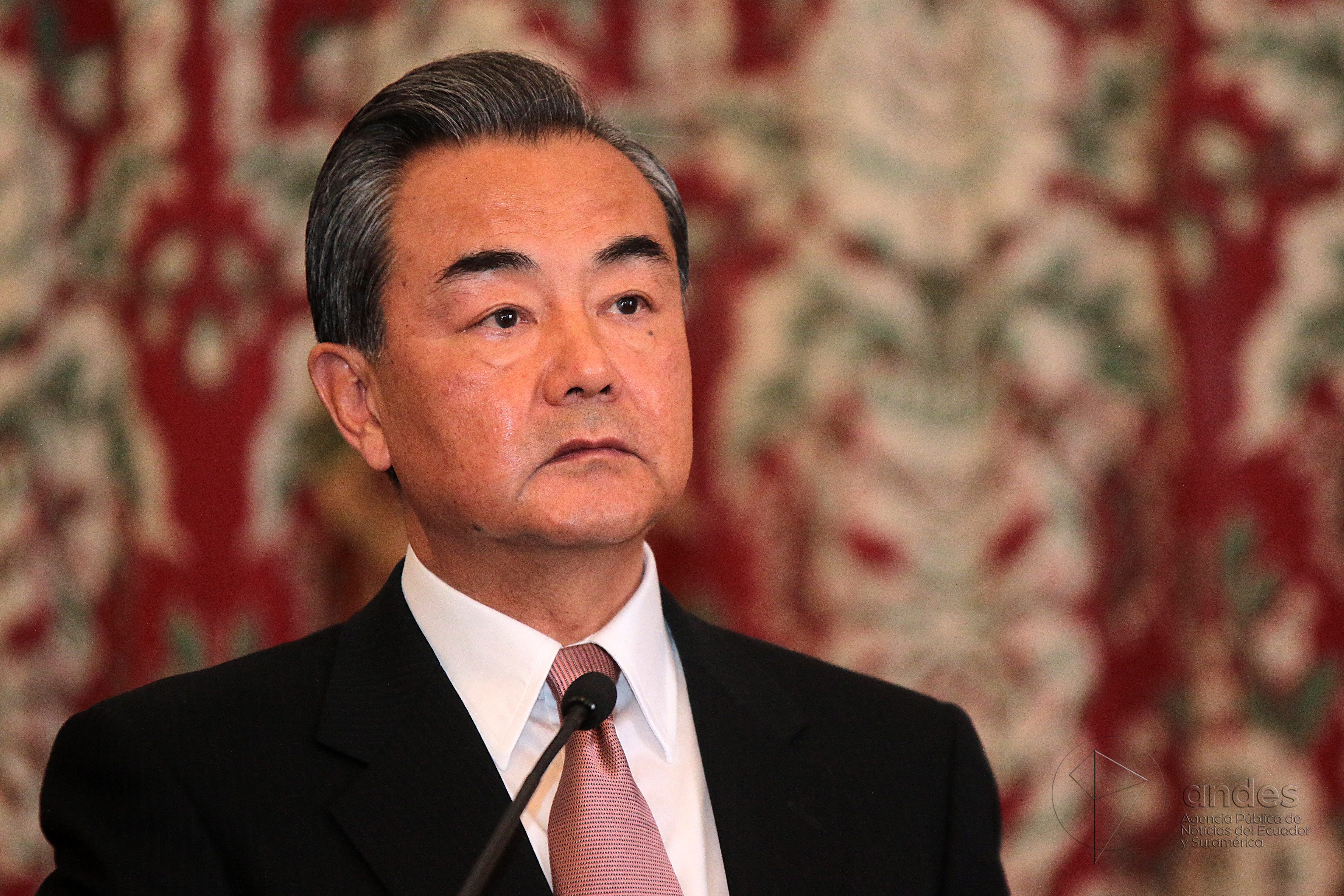
中華人民共和國外交部部長王毅批評民進黨當局展開「小動作」。

在蔡英文和川普通話後，隨即引起中華人民共和國政府的不滿，該國對此向美國嚴正交涉，並低調提出反對意見。外交部長王毅稱民進黨當局正試圖展開「小動作」，認為美國不會轉變長年對於中華人民共和國的「一個中國」政策，也強調此舉根本不會改變國際社會已經形成的「一個中國」格局，數日後再度表示，不管是蔡英文當局，還是世界上什麼人、什麼勢力，如果試圖破壞一個中國原則，損害中國核心利益，最終只能是搬起石頭砸自己的腳。而國台辦發言人安峰山也提出警告称，“中国大陸有意志、信心和能力，遏制任何形式的台獨”。
中國大陸官方媒體《環球時報》發表社論《蔡英文特朗普通電話與「一個中國」》，批評蔡英文“格局太小”，而與川普通話也不會對台湾社會和經濟發展帶來任何資源。文章中還稱美國不再是臺灣海峽形勢主導力量，中華人民共和國已經確實掌握臺海現狀的定義權，並表示臺灣方面若打破現狀將需要付出代價。
對於中華人民共和國的回應，國立政治大學國際關係研究中心主任丁樹範表示，長期從事外交事務的王毅也知道川普尚未正式就任，雙方互動空間很大，因此就任後才值得觀察。美國華府戰略與國際研究中心亞洲高級顧問葛來儀（Bonnie S. Glaser）則認為中華人民共和國的舉動可能是試圖確定川普的舉動是否暗示改變美國長期對臺灣政策的意圖，並認為川普不理解該國的敏感神經。美國前國務卿基辛格認為，中共領導人所表现出的平静回应令人印象深刻，“这显示一种看看能否将一个平静的对话继续下去的决心。”

## 報導

### 消息傳開
美方外交人士透露，台灣總統蔡英文預定美東時間二日透過電話向美國總統當選人川普表達祝賀之意，川普也可望向蔡英文重申美國對台灣的友誼並期待他的新政府與台灣密切合作。在雙方完成通話的數小時後，英國《金融時報》在美東時間二日下午首度透露川普與蔡英文已經通話的消息，以「川普甘冒與中國生嫌隙，與台灣通話」為標題，文中認為川普冒著製造與中華人民共和國出現關係裂痕的風險而與蔡英文通話，但不確定川普交接團隊是否有意藉由通話代表美國對臺灣的政策已發生改變，但強調這個舉動勢必引發該國的外交不滿。此舉引發美國、英國、日本等各方國際新聞媒體紛紛引述跟進，包括美國CNN、《紐約時報》、英國廣播公司、日本NHK等各大新聞媒體網站均以頭條報導，許多日本電視台則以重要新聞速報報導。由於是30多年來的首例，讓許多國際外交觀察家感到震驚。
不久後美台官方先後證實雙方通話的消息，持續引起美國社會輿論關注。許多美國自由派主流新聞媒體、及外交建制派成員陸續批評尚未上任的川普舉動，打破美國長期的「一個中國」政策指引與慣例，並以將會引起中華人民共和國不滿為文章標題；當中主要認為雖然未必代表美國對於臺灣的立場大幅度改變，但即使川普和蔡英文的通話內容未改變美國一貫政策，通話行為已打破慣例，該外交爭議將影響美國和該國之間的敏感關係，造成嚴重爭端和強烈反彈。
不過隨著隨著美國與國際媒體大幅報導，輿論也開始猜測川普上任後的中華人民共和國政策是否會調整。另外川普與蔡英文通話很快成為熱門話題，在新聞發表後，「Taiwan」（臺灣）的網際網路搜尋量和過去7天相比快速增加；另外與「Thailand」（泰國）的搜尋量交叉比對，後者則是略為下降。

### 媒體評論
《紐約時報》認為川普的舉動彷彿羞辱中華人民共和國，且認為未立即回應的該國將感到憤怒，長期質疑川普的該報和《華盛頓郵報》等新聞媒體及多位專欄作者除了認為這是錯誤作法外，部分更質疑川普的舉動可能涉及商業利益。《洛杉磯時報》則在報導中認為可能影響美國與中華人民共和國政府間的微妙關係。《時代》雜誌則在網站主頁面，以「川普的臺灣麻煩」（Trump's Taiwan Trouble）為題做出報導，認為川普打破數十年的外交慣例，可能讓中華人民共和國十分不滿，且不清楚通話是否代表川普外交政策走向。
全國公共廣播電台則表示該通電話，將可能引起潛在的外交風波。大幅報導此事的CNN，同樣認為此舉肯定引起中華人民共和國憤怒，使中美關係在川普尚未就職前便陷入混亂風險，並批評是川普替美國外交關係帶來各種不可預測性首個重大徵兆。但CNN國際政治評論員與主持人法里德·扎卡利亞認為某些評論過於嚴苛，川普與蔡英文通電話「可能顯示川普試圖提升抗衡中國，這不是一件壞事」，在對台事務上有些調整不是壞的考量。政治新聞網站Politico則形容川普的行為莽撞，恐怕引爆亞洲外交炸彈。
美國《大西洋》月刊雜誌認為川普的舉動，顯示出美國長期遵守著非常怪誕的外交準則。透過美國「一個中國」政策、及海峽兩岸的九二共識，讓美、中、臺三方藉由兩岸同屬「一個中國」的假象交往。《華爾街日報》認為台灣早已是融入世界經貿體系的民主國家，大部分人民也傾向維持目前「事實上的獨立現狀」，此事看來是深思熟慮之舉，並反諷歐巴馬總統無法駕馭中國大陸，川普強勢立場對未來美中較量應是好的開始。《波士頓環球報》專文「一個中國、一個台灣，我們都該停止假裝了！」認為美國多年來順從中華人民共和國的要求使台灣在國際舞台尷尬、邊緣化是個可恥的政策，縱容該國以霸凌及恐嚇的方式達成其目標妨礙了美國在遠東的利益。文章說「一個中國」的騙局早已過時，臺灣在華府應有充分職能的外交代表機構，而非僅經濟文化辦公室。臺美高層互訪應受歡迎，國務院也該促成臺灣加入聯合國。
《華盛頓郵報》則刊出太陽花學運成員林飛帆、陳為廷與林倢的聯名投書，文中質疑部分美國媒體與評論對英川通話的反應與「人權、自由、民主」等美國價值相違背。該文強調忽視台灣民主的價值，不僅是對台灣的冒犯，也是對世界各地民主的冒犯。
日本放送協會、富士電視台、《朝日新聞》則認為雙方通話是極為不平凡特例電話會談，並推測堅持「一個中國」原則的中華人民共和國，應該會對此次事件做出強烈反彈。
英國廣播公司在分析報導中指稱自從川普當選美國總統後，中華人民共和國高層官員就試圖釐清川普諮詢美國與亞洲關係議題的對象，也想理解川普對該國的政策。然而川普和蔡英文高度不尋常的通話，增加中美關係的風險，也使中華人民共和國對於川普的態度由關切轉為警戒和憤怒。另外川普及其團隊都稱呼蔡英文為「臺灣總統」，該舉動也必定讓中華人民共和國政府相當不滿。英國《衛報》則形容無論是外交失誤或挑釁，川普的作為已影響全球穩定。《泰晤士報》認為川普有意終結美國37年來對北京低聲下氣的「臣服外交」。法新社則指出川普與蔡英文通話的舉動，可視為打破美國長年來的慣例。

### 翻譯錯誤
《聯合報》旗下的聯合新聞網在署名記者高凌雲的報導中，將帶有反諷語意的第二篇Twitter貼文中片段擷取出「不應該接恭賀電話」引用，錯誤解釋成「川普顯然對接了蔡英文電話感到反悔」，並以「川普表示不應該接蔡英文的恭賀電話」作為新聞報導的標題，中國時報隨後也跟進以「他（覺得）不該接這通賀電」解讀川普發文，引發網友譁然。
媒體人周玉蔻在Facebook「Coco's Channel - 蔻蔻頻道」上轉貼報導，表示不管是故意或程度低，報紙應該儘快跟讀者道歉；著名評論家朱學恆表示要理解文章中的反諷含義。前主播張宇也在Facebook上批評該報記者英語程度不佳，無法翻譯出沒有艱澀用字的文句。在該篇報導引起網友轉貼討論後，聯合新聞網隨後撤除文章並更改標題，不過內文後半段仍未改动「顯然對接了蔡英文電話感到反悔」的语句。
曾於2016年中華民國總統選舉期間，擔任蔡英文即時口譯的趙怡翔也在Facebook上批評這段翻譯扭曲原文意旨，並附上正確的翻譯。總統府發言人黃重諺對聯合、中時誤譯事件回應說「台灣是非常倚重國際貿易的國家，英語的向下扎根有其必要性。」

### 言論審查
根據《蘋果日報》與《自由時報》的報導，中國大陸政府在第一時間便封鎖所有報導兩人對話的新聞，海外中文新聞媒體網站的相關連結也全部切斷；官媒一片靜默、皆無相關報導，網路媒體所發新聞則迅速遭刪除。而儘管中國大陸觀察者網、新加坡《聯合早報》等許多中文新聞媒體，之後陸續在社群媒體新浪微博發布訊息，但新浪微博的貼文立刻遭到刪除，只剩下「頁面不見了」的頁面。不過川普明顯違反中國大陸限制的作法，仍然引起中國大陸網友在網際網路上，針對事件展開熱烈討論。
王毅針對相關事件進行回應後，新浪、搜狐與網易等主要新聞入口網站再度將該則新聞安排在顯眼位置，所有報導內容則全部引用中華人民共和國外交部發出的通稿，而沒有任何其他資訊。中國大陸新聞媒體則表示，川普因為欠缺經驗才會接通電話，並警告說川普若違反「一個中國」政策，將會摧毀中美關係。
由於中國大陸網友對於此議題極為關注，儘管網際網路管理員持續刪除網友討論內容，但是言論刪除速度比不上新增速度，仍有部分討論內容存留在新浪微博網頁中。其中，中國大陸網友多數評論認為川普僅是吸引目光，為了保持新聞熱度而刻意炒作，另外部分網友則呼籲可以藉機武力統一臺灣。

## 評論

### 通話定位
美國總統當選人川普與中華民國總統蔡英文直接通話，是1979年後首次美國總統或當選人與中華民國總統有公開報導的電話對話，打破美國與中華民國斷交以來的外交慣例。
川普重要顧問、前美國眾議院議長紐特·金瑞契表示川普接聽蔡英文的電話是正確的，川普將會跟民主選舉出來的任何一位領導人溝通。美國前駐中國與新加坡大使洪博培直言川普接起蔡英文總統打進來的電話「這是絕對正確的決定」，並認為川普的團隊絕對知道這通電話將帶來的影響，「我敢肯定他有一個更廣泛的戰略」。前美國國家安全會議亞洲事務專家偉德寧（Dennis Wilder）則認為，中華人民共和國和各界沒必要過度解讀電話背後意義，並表示可能是因為美國國務院未向他簡報美國與中華人民共和國對於臺灣地位的共識。在美國總統喬治·華克·布希時期負責臺灣事務的前美國國務院亞太副助理國務卿薛瑞福（Randy Schriver）指出，這通電話主要是禮貌性回應，不過是美方向臺灣提供尊嚴、尊敬與保證的溫和步驟，臺美高層應進行對話。
前中華民國駐美國代表、外交部前部長程建人表示這是相當友好的舉動，顯示川普與其團隊往後的外交作法可能有所不同；但他認為不需要因為單一事件而寄望過高，認定將有重大改變，往後仍要觀察川普上臺後的外交人事任命案、政策及相關言論，穩定發展雙邊關係。前駐美代表、國家安全會議秘書長袁健生則表示此事重點為川普有意願接蔡總統的來電，由於川普還未正式入主白宮，所以「可以放手做很多未來對美國有益的事」。前駐美代表沈呂巡表示中華民國是川普「布局」中，至少是前幾輪的通話國家，因此意義重大。

### 臺美關係

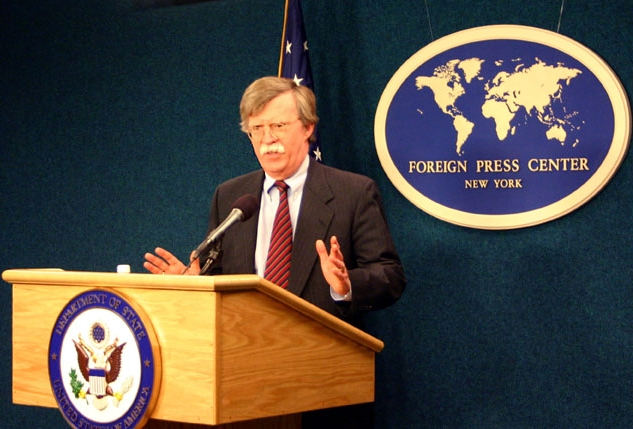
前美國常駐聯合國代表約翰·波頓支持美國提升與民主國家臺灣的關係

前美國駐聯合國代表約翰·波頓指出逾兩千萬人口的臺灣具備民主制度、新聞自由和自由市場，既遵循國際法規亦符合國家定義，這個民主國家的領袖致電川普，當然應該接聽，他也支持美國提升對台關係。川普的經濟政策顧問摩爾表示，民主臺灣是美國的盟友，「我們會站在我們盟國（臺灣）的這一邊。」
前中華民國總統府資政吳澧培對於川普的態度，表示不能確定美國「一個中國」政策即將改變，卻是臺灣在國際社會的第一步；他也認為，這是蔡英文政府執政後第一個正面訊息，將能使危機變成轉機。
中國國民黨籍立法委員兼立法院黨團秘書長江啟臣表示，維繫美國、日本或中華人民共和國的密切管道能避免誤判，因此支持高層直接對話的增加；但往後能否維持類似對話彈性仍必須觀察，因此無法評斷新做法的成果。他並表示政府外交講求整體計劃，除了致力於公關層級的管道暢通外，也必須發展清晰的戰略目標，納入區域政治和海峽兩岸關係的連動考量，以成為區域政治穩定的助力。
美國在台協會台北辦事處前處長司徒文表示，這應該不是台灣單方面的行動，他認為這是很正面的事情，而美國早該這麼做了。替臺灣遊說的前荷蘭外交官韋傑理（Gerrit van der Wees）則認為，該通電話顯示川普會較不受外交政策慣例和限制束縛，並且發出美國對臺灣政策廣泛改變的訊號。
美國哥倫比亞大學中國項目聯席主任孫哲認為，此次事件時間點敏感，認為臺灣可能經過指導，而蔡英文幕僚善於美國工作，能掌握機會加強公關遊說力道。
亞太和平研究基金會顧問趙春山說，此次事件引發美國國內不少爭議，臺灣不應介入中美強權鬥爭、也不應介入美國內政，否則這是最「stupid」（愚蠢）的行為。

### 中美關係

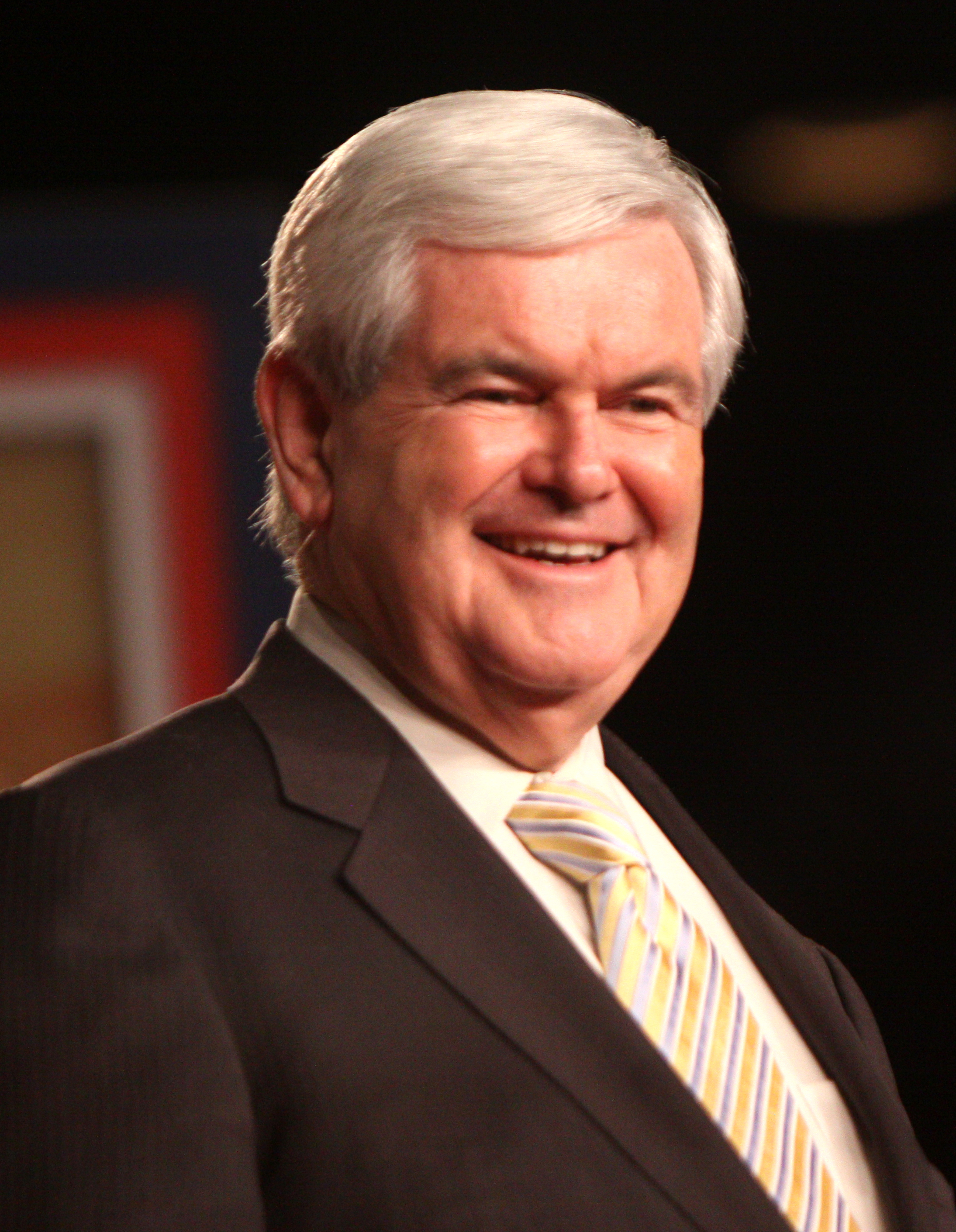
川普重要顧問、前美國眾議院議長金瑞契表示川蔡通話向世界傳達「中國將不能再恐嚇我們」

川普重要顧問、前美國眾議院議長紐特·金瑞契表示美國不得不被中華人民共和國指揮這條潛規則是國務院怯懦的表現，「不知何故，國務院覺得跟這個星球上的任何獨裁者談話都可以，卻唯獨不能跟一個民主社會的民選領袖談話...這是非常危險的。」川蔡通話向全世界傳達了一個良好信號，即川普將做自己的主人，「中國將不能再恐嚇我們」，這是重整美中關係的第一步。
前美國駐聯合國代表約翰·波頓強調只要符合美國利益，美國總統有權決定和誰接觸，北京當局無權置喙，他並表示美、中關係「確實該動搖一下」，因為中方近年意圖掌控日、韓、台等國經濟，都對美國造成衝擊。川普的經濟政策顧問摩爾抨擊中華人民共和國在東方是劍拔弩張、張牙舞爪的惡霸，現在是站起來反抗的時候了。「如果中國對川蔡通話不爽，管他的！」他批評美國政界太多軟弱者不敢得罪中華人民共和國，但他一點也不介意得罪該國人。
許多政治專家則分析川普對於中華人民共和國的手段將轉向強硬，也不再依照慣例、而可能有多種方向。保守派報紙《華盛頓時報》編輯莫妮卡·克勞里指出，川普是想要改變既有現狀的美國總統，其中美國存在「一個中國」政策、而臺灣則是民主國家，他選擇堅持民主價值。前美國在台協會台北辦事處處長包道格認為通話舉動，是為了平息川普政府的各種猜測，包括可能在臺灣地位議題向中華人民共和國進一步讓步等傳聞。另一位前處長司徒文則表示，美國過去「一個中國」的政策是錯的，他強調美國從來都沒說過中國對台灣擁有主權。哈德遜研究所研究員與前海軍部副次長Seth Cropsey則直指所謂「民主臺灣是極權中華人民共和國之部分」一說不過就像「國王的新衣」。
中國人民大學國際關係學者時殷弘則表示，川普越來越關注對於中華人民共和國的政策。而前美國國家安全會議亞洲事務資深主任麥艾文（Evan Medeiros）認為，無論通話舉動是否經川普團隊謹慎考慮，中華人民共和國將認為川普具有負面戰略意圖，將深遠影響中美關係互信和競爭策略。
淡江大學國際研究學院院長王高成認為中華人民共和國的回應仍展現自信，同時警告川普上任後不會影響美國長期政策，並認定中華民國與美國仍是非官方關係。他並認為川普若將與臺灣的關係朝向官方化發展，甚至大幅提升對臺軍售，中華人民共和國一定會有反制與恫嚇作為。

### 兩岸關係
中國國際問題研究院研究員楊希雨認為這次事件是蔡英文為川普設下圈套，試圖打破臺海現狀，並發展成國家與國家的交往關係。而國立臺灣大學政治學系教授張亞中認為在川普就任總統後，「一個中國」政策並不會改變，且中華人民共和國將更要求美國更加堅定立場。同時他認為蔡英文與川普對話，意味著蔡英文不可能在九二共識立場有所改變，將讓民主進步黨與中華人民共和國間的信任度持續下滑。中華民國國家安全局副局長周美伍在立法院接受民進黨立委質詢時表示，中國大陸方面可能會加大拉攏中華民國邦交國的力道，作為此次通話的懲罰。2016年12月21日，聖多美普林西比與中華民國斷交，後於12月26日與中華人民共和國復交。

## 外部連結
- （繁體中文） 中華民國總統府網站
- （英文） GreatAgain.gov （页面存档备份，存于）
- （英文） 唐纳德·川普的X（前Twitter）
- 唐纳德·川普的Facebook專頁